# Xanthorhoe placida
Xanthorhoe placida là một loài bướm đêm trong họ Geometridae.